# Плуто
Плуто је у грчкој митологији био персонификација богатства.

## Митологија
Његово име је још и Плут и најпре је био божанство изобиља које нуди природа, да би касније постао персонификација и материјалних богатстава која се стичу занатством и трговином. Његови родитељи су Јасион и Деметра, који су водили љубав на три пута поораној њиви. Замишљен је као добар бог који путује земљом и људима доноси богатство. Када је запретио Зевсу да ће бити праведан и делити само онима који то заслужују, врховни бог га је ослепео, како не би могао да разликује честите и мудре људе од оних који то нису. У тој представи, он је био неугледни, слепи старац. Када му је Асклепије вратио вид, људи су престали да приносе жртве боговима. Од средине 5. века п. н. е. он постаје пратилац елеусинских богиња Деметре и Коре и изједначен је са богом подземља, Хадом. Римљани су га поистовећивали са Дис патером.

## Уметност
У ликовној уметности је увек приказиван са рогом изобиља. Понекад је сликан као дете које у наручју држе Ејрена или Тиха (која је, према неким изворима његова мајка). Његову и Ејренину скулптуру је сачинио Кефисодот у 5. веку п. н. е.